# Marcia dei gladiatori
La Marcia dei gladiatori (o Entrata dei gladiatori o Ingresso dei gladiatori; ceco Vjezd gladiátorů; tedesco Einzug der Gladiatoren) è una marcia militare scritta nel 1897 dal compositore boemo Julius Fučík e resa celebre dal suo impiego negli spettacoli circensi.

## Origine
Fučík la chiamò in origine Grande marcia cromatica, in relazione all'uso di scale cromatiche che pervade il brano, ma in seguito cambiò idea, scegliendo un titolo che riflettesse il suo personale interesse per la storia dell'Impero romano.

## Evoluzione
Nel 1910 il compositore canadese Louis-Phillipe Laurendeau arrangiò la composizione per una piccola formazione bandistica, sotto il titolo di Thunder and Blazes, e distribuì la sua versione in tutto il Nordamerica. Fu a questo punto che il brano acquistò la sua duratura popolarità come marcia circense, spesso usata per introdurre i numeri dei clown. Questa associazione con il circo ha praticamente offuscato il titolo e la paternità del brano. La versione di Laurendeau fu trascritta anche per gli organi da fiera. La Marcia dei gladiatori trova comunque, occasionalmente, esecuzione concertistica, come ad esempio quella offerta nel Last Night Concert della stagione 2007 dei Proms.
La marcia è divisa in tre sezioni. Quella con cui, per lo più, si identifica il brano è la prima: in essa la melodia è affidata alla tromba e sostenuta dall'accompagnamento degli altri strumenti. Nella seconda sezione sono gli ottoni bassi (principalmente le tube) a proseguire l'impianto cromatico del canto. Infine è previsto un trio largo e melodico, con netto equilibrio di legni e ottoni, che riecheggia in una delle sue parti i passaggi cromatici della sezione intermedia. Il brano, scritto in 2/2 e speditamente ritmato, è piuttosto breve.

## Citazioni
Il tema della Marcia dei gladiatori è stato più volte citato e ripreso in varie composizioni quali:
- The Show Must Go On di Sayer e Courtney
- Yakety Sax di Boots Randolph
- Universal Mind dei Liquid Tension Experiment
- Killer Klowns dei Dickies
- Guess Who's Back degli House of Pain
- Italian Leather Sofa dei Cake
- The Circus Song della Jim Kweskin Jug Band
- Paulina dei No Doubt
- Don't Get It Twisted di Gwen Stefani
- Circus di Britney Spears
- Beach Girl delle Kali Girls
- Do Me More di Namie Amuro
- Vip in Trip di Fabri Fibra
- Il circo discutibile di Elio e le Storie Tese.

## Esecuzioni
- 1915: New York Military Band, (Edison Record, 50214)
- 1989: Mario Battaini, Polka - Mazurka - Allegro (Lotus, CD 57008)
- 1993: Mario Battaini, Polka - Mazurka - Allegro (Joker, CD 11032)